# 国家统一法律职业资格考试
国家统一法律职业资格考试（简称法考），是由中华人民共和国司法部法律职业资格管理局与各地司法厅（局）统一组织、命题，选拔合格法律职业人才的国家考试，每年举行一次，成绩合格者可以申请授予法律职业资格，由司法部颁给法律职业资格证书。2018年9月，国家统一法律职业资格考试首次举办，取代此前的国家司法考试。
根据《国家统一法律职业资格考试实施办法》第二条，中华人民共和国初任法官、初任检察官，申请律师执业、公证员执业和初次担任法律类仲裁员，及行政机关中初次从事行政处罚决定审核、行政复议、行政裁决、法律顾问的公务员，须通过国家统一法律职业资格考试，取得法律职业资格。

## 历史沿革
1980年8月26日，第五届全国人大常委会第十五次会议通过《中华人民共和国律师暂行条例》，确立考核授予律师制度，是为中国经历文化大革命后法律职业资格考试的开端；1995年2月28日，第八届全国人大常委会第十二次会议通过的《中华人民共和国检察官法》《中华人民共和国法官法》明确规定了检察官资格考试、法官资格考试制度；1986年4月12日，司法部发布《关于全国律师资格统一考试的通知》，中华人民共和国首次由国家统一组织的律师资格准入考试开考；1996年5月15日，第八届全国人大常委会第十九次会议通过了《中华人民共和国律师法》，律师考核制度载入法律；1995年至1999年，法检两院系统分别举行了四次初任法官、初任检察官资格考试。
2001年6月30日，第九届全国人大常委会第二十二次会议审议通过《中华人民共和国检察官法》修正案和《中华人民共和国法官法》修正案，规定初任检察官、法官和取得律师资格实行统一的司法考试制度，三种考试合并。2005年8月28日，第十届全国人大常委会第十七次会议通过《中华人民共和国公证法》，将公证员纳入“应当通过国家司法考试”的职业范围。
2017年9月1日，第十二届全国人大常委会第二十九次会议表决通过修改检察官法等八部法律的决定，将应当取得法律职业资格的人员范围扩大到从事行政处罚决定审核、行政复议、行政裁决的工作人员，以及法律顾问、仲裁员（法律类），同时将“国家统一司法考试”修改为“国家统一法律职业资格考试”，自2018年起开考。
2018年4月末，司法部发布中国法律职业资格制度的首部规章《国家统一法律职业资格考试实施办法》；6月8日，首次国家统一法律职业资格考试公告发布。

## 考试内容
法考通常分为客观题考试与主观题考试两部分，命题范围以司法部每年制定公布的《国家统一法律职业资格考试大纲》为准。其中客观题考试分为试卷一与试卷二，试卷一考察习近平法治思想、法理学、宪法、中国法律史、国际法、司法制度和法律职业道德、刑法、刑事诉讼法、行政法与行政诉讼法；试卷二考察民法、知识产权法、商法、经济法、环境资源法、劳动与社会保障法、国际私法、国际经济法、民事诉讼法（含仲裁制度）。主观题考试仅一卷，主要考察习近平法治思想、法理学、宪法、刑法、刑事诉讼法、民法、商法、民事诉讼法（含仲裁制度）、行政法与行政诉讼法、司法制度和法律职业道德。
客观题考试成绩合格者方可参加主观题考试，客观题考试合格成绩在本年度及下一个考试年度内有效。

## 报名条件
根据《国家统一法律职业资格考试实施办法》等规定，应考者须：
- 具有中华人民共和国国籍；
- 拥护中华人民共和国宪法，享有选举权和被选举权；
- 具有良好的政治、业务素质和道德品行；
- 具有完全民事行为能力；
- 具备全日制普通高等学校法学类本科学历并获得学士及以上学位，全日制普通高等学校非法学类本科及以上学历并获得法律硕士、法学硕士及以上学位，全日制普通高等学校非法学类本科及以上学历并获得相应学位且从事法律工作满三年。

对艰苦边远和少数民族地区的应试人员，在报名学历条件、考试合格标准等方面适当放宽，对其取得的法律职业资格实行分别管理；针对2018年以前符合原国家司法考试报名条件并已取得学籍（考籍）或已取得相应学历的高等学校法学类本科及以上学历毕业生，或高等学校非法学类本科及以上学历毕业生并具有法律专业知识者，按照“老人老办法，新人新办法”的原则亦允许参加考试。
原则上考生须使用国家通用语言文字（简体中文）作答，但在民族自治地方，考生可以使用民族语言文字进行考试，目前可以选择使用蒙古文、藏文、维吾尔文、哈萨克文、朝鲜文五种语言作答；港澳台地区考生亦可选择使用繁体中文填报本人信息及作答。
具备以下情形之一者，不得报考：
- 因故意犯罪受过刑事处罚的；
- 曾被开除公职或者曾被吊销律师执业证书、公证员执业证书的；
- 被吊销法律职业资格证书的；
- 被给予二年内不得报名参加国家统一法律职业资格考试处理期限未满或者被给予终身不得报名参加国家统一法律职业资格考试（国家司法考试）处理的；
- 因严重失信行为被国家有关单位确定为失信联合惩戒对象并纳入国家信用信息共享平台的；
- 因其他情形被给予终身禁止从事法律职业处理的；
- 已经取得A类法律职业资格证书的。

国家统一法律职业资格考试使用全国统一建设的信息管理系统，实行全程网上报名。

## 评卷与资格授予
国家统一法律职业资格考试实行全国统一评卷，若仅通过客观题则客观题成绩有效期为两年。成绩司法部法律职业资格管理局协调确定后统一公布，通过考试者由司法部统一颁发法律职业资格证书。对于成绩有异议者，客观题考试成绩不予复核，主观题考试成绩存在异议的须在在十五日内向报名地司法行政机关提出书面分数核查申请，核查后的成绩为最终成绩。